# تظاهرات حامیان عبدالله در افغانستان
تظاهرات اعتراضی حامیان عبدالله عبدالله در افغانستان، راهپیمایی اعتراض‌آمیزی بود که به تاریخ جمعه ۶ سرطان ۱۳۹۳، سیزده روز پس از برگزاری دور دوم انتخابات ریاست‌جمهوری افغانستان، با حضور ده‌ها هزار تن در شهر کابل پایتخت افغانستان و چند شهر دیگر این کشور صورت گرفت.
این تظاهرات یکی از بزرگ‌ترین تظاهرات‌های بود که در تاریخ معاصر افغانستان کم‌نظیر بوده‌است که هم‌زمان باتحصن خیابانی هواداران عبدالله عبدالله در کابل برگزار شد.
برخی از رسانه‌ها تعداد شرکت کنندگان این تظاهرات را سیصدهزار نفر عنوان کردند و برخی دیگر این آمار را رد کردند. تظاهرات ۶ سرطان با توجه به پیشینه نه چندان درخشانِ تظاهرات در افغانستانٰ به عنوان نقطه عطفی در تاریخ این کشور به‌شمار می‌آید که به صورت کاملاً مسالمت‌آمیز پایان یافت و در آن به هیچ‌کس آسیبی نرسید.
برخی‌ها در صفحات اجتماعی این تظاهرات را بزرگ‌ترین حرکت مدنیِ متأثر از جو جدیدِ حاکم بر افغانستان می‌دانند که در آن مدنیت جای خود را به خشونت داده‌است.

## علت برگزاری تظاهرات
این تظاهرات در اعتراض به آنچه که تقلب گسترده و برنامه‌ریزی شده عنوان می‌شود از سوی حامیان عبدالله عبدالله یکی از دو نامزد دور دوم انتخابات ریاست جمهوری افغانستان برگزار شد. آنان ادعا داشتند که کمیسیون مستقل انتخابات افغانستان، دولت افغانستان و کارمندان ستادهای انتخاباتیِ اشرف غنی احمدزی، دیگر نامزد و رقیب آقای عبدالله در انتخابات ریاست جمهوری افغانستان، صدها هزار رای را روز قبل از انتخابات، روز انتخابات و شب بعد از انتخابات به سود اشرف‌غنی احمدزی، به صندوق‌ها ریختند.
مظاهره کنندگان از کمیسیون‌های انتخاباتی خواستند تا آرای پاک را از آرای ناپاک جدا کنند و نتیجه‌ای را اعلان کنند که از آرای پاک مردم به میان آمده باشد. راهپیمایان از حکومت نیز خواستند که به آرای مردم احترام گذاشته و متقلبین دور دوم انتخابات را به میز محاکمه بکشاند. آنان از کارکرد کمیسیون‌های انتخاباتی به شدت انتقاد کردند.

## گستردگی تظاهرات
این تظاهرات از چند نقطه شهر کابل آغاز شد، بسیاری از هوادارانِ عبدالله عبدالله از غرب، شمال و شرق کابل به سمت حداقل دو نقطه سرازیر شدند. بیشترین آنان در منطقه‌ای به اسم چوک پشتونستان و فواره آب تجمع کردند و برخی دیگر در غرب کابل، جاییکه محمد محقق هواداران خود را در این تظاهرات همراهی می‌کرد.
مظاهره کنندگان غرب کابل پس از تجمع در میدان بزرگ شهید مزاری، راه مرکز شهر را در پیش گرفته و به جمع ده‌ها هزار تن از هواداران دیگر تیم انتخاباتی اصلاحات و همگرایی پیوستند که در اعتراض به تقلب انتخاباتی گسترده در دور دوم انتخابات ریاست جمهوری دست به تظاهرات زده بودند. راهپیمایان از چندین نقطه شهر کابل از جمله شهرنو، مسجد عیدگاه، و وزیر محمد اکبر خان به خیابانها ریخته بودند.
تلویزیون‌های نزدیک به آقای عبدالله، میترا، نور، نورین و ساقی تعداد شرکت کنندگان این تظاهرات را سیصدهزار نفر خواندند، اما برخی از رسانه‌های نزدیک به اشرف‌غنی احمدزی چنین آماری را رد کردند. تصاویر برداشته شده از تظاهرات اما نشان می‌دهد که گستردگیِ این تظاهرات در تاریخ معاصر افغانستان بی‌نظیر بوده‌است.

## شرکت سران تیم اصلاحات و همگرایی
رهبران و سرانِ تیم انتخاباتیِ عبدالله عبدالله موسوم به تیم اصلاحات و همگرایی از جمله عبدالله عبدالله، مهندس محمدخان معاونِ اول و محمد محقق معاون دوم او، محمود کرزی برادر حامد کرزی، امرالله صالح رئیس پیشین امنیت ملی افغانستان، صلاح‌الدین ربانی رئیس شورای عالی صلح افغانستان و تعدادی از سرانِ احزاب سیاسیِ حامیِ عبدالله عبدالله در این تظاهرات شرکت کرده بودند.

## واکنش‌های بین‌المللی
رسانه‌های جهان، اعتراضات خیابانی این روز منتشر کردند. برخی از روزنامه‌ها، تلویزیون‌ها و رادیوهای مطرح جهان این تظاهرات را بزرگ‌ترین تظاهرات تاریخ سیاسی افغانستان عنوان کردند.